# Національний парк Гора Елгон
Національний парк Гора Елгон — транскордонний національний парк у Кенії та Уганді, що розташований на відстані 140 км на північний схід від озера Вікторія. Парк займає площу 1,279 км². Угандійська частина парку займає 1,110 км²,  кенійська — 169 км².  Кенійська частина парку була заснована в 1968 році, угандійська — в 1992 році.
Парк названий на честь гори Елгон, згаслого щитового вулкана на кордоні Уганди та Кенії.
Національний парк Гора Елгон розділений  кенійсько-угандійським кордоном. Гора Елгон є важливим водозбірним басейном для річки Нзоя, яка впадає в озеро Вікторія, і для річки Турквел (в Уганді відомої як річка Суам), яка впадає в озеро Туркана.

## Дика природа

### Рослинний світ
Схили гори Елгон підтримують багату різноманітність рослинності, починаючи від гірських лісів і закінчуючи високогірними відкритими болотами, всіяними гігантськими лобеліями та вересом.  Рослинність змінюється залежно від висоти. Гірські схили вкриті вологим гірським лісом Elgon olive  і Aningeria adolfi-friederici. На виликих висотах флора змінюється на оливковий ліс і ліс Afrocarpus gracilior, а потім зону Afrocarpus і бамбука Yushania alpina. Ще вище розташована зона Hagenia abyssinica, а потім болота з вересами Erica arborea та Erica trimera, купчастими травами, такими як Agrostis gracilifolia та Festuca pilgeri, Alchemilla, Helichrysum, Lobelia та гігантськими Senecio barbatipes та Senecio elgonensis.

### Фауна
На нижніх схилах звичайні слони та буйволи. У парку також мешкають різноманітні маленькі антилопи та дуїкери, а також лісові мавпи, зокрема чорно-білий колобус і блакитна мавпа. Є непідтверджені повідомлення про присутність червонохвостої мавпи. Також присутні леопарди та гієни.
На горі Елгон зафіксовано принаймні 144 види птахів. Особливий інтерес представляють турач Джексона, східний бронзовий голуб, турако Хартлауба, нектарка Такацце та гриф ягнятник, що перебуває під загрозою зникнення, через їх обмежений ареал.

## Пам'ятки
Найпопулярнішими місцями серед туристів є чотири величезні печери, які можна досліджувати вночі. Туристів приваблюють нічні відвідувачі печер: слони та буйволи, які приходять лизати природну сіль у печерах. Печера Кітум, з нависаючими кристалічними стінами, заглиблюється на 200 м у схил гори Елгон.
З піку Endebess Bluff відкривається панорамний вид на місцеві уступи, ущелини, гори та річки. Найвища вершина гори Елгон розташована на кенійському  боці, Койтобосс, має висоту 4,155 м, і до неї легко дістатися, увесь шлях займає лише дві години. 

### Печери гори Елгон
Недавні дослідження показали, що слони та інші ссавці зробили великий внесок у розвиток цих унікальних природних формації. Тварини часто приходять вночі, щоб «видобути» природну сіль, злизуючи її зі стінок печери.  Печери нанесені на паму.  

### Інші пам'ятки
Інші визначні пам’ятки включають стародавні наскельні малюнки біля початку стежки в Будадірі та гарячі джерела в кратері колишнього вулкана.  

### Басейн Джексона і Пік Джексона
- Басейн Джексона розташований на висоті 4050 м і є природним басейном. Цей басейн розташований у тіні піку Джексона чия висота сягає 4165 метрів. Вулкан та басейн названі на честь Фредеріка Джексона, який у 1889 році став першим європейцем, що піднявся на гору Елгон.[7]